# James Longstreet
James Longstreet (8. januar 1821–2. januar 1904) var en af de mest fremtrædende af Sydstaternes generaler i den amerikanske borgerkrig og den vigtigste underordnede for Robert E. Lee, som kaldte ham sin ”Gamle stridshest”. Han gjorde tjeneste under Lee som korpschef i mange af de berømte slag, Army of Northern Virginia udkæmpede i det østlige operationsområde i borgerkrigen, men han kæmpede også med general Braxton Bragg i Army of Tennessee i det vestlige operationsområde. Levnedsbeskriveren og historikeren Jeffry D. Wert skrev, at "Longstreet ... var den bedste korpschef i Army of Northern Virginia; faktisk kan man hævde, at han var den bedste korpschef på begge sider i konflikten."
Longstreets talenter som general bidrog væsentligt til Sydstaternes sejre i det Andet slag ved Bull Run, Slaget ved Fredericksburg og Slaget ved Chickamauga i både offensive og defensive roller. Han gjorde også en god indsats i Syv dages slaget, Slaget ved Antietam og indtil han blev alvorligt såret også i Slaget ved the Wilderness. Hans indsats som delvis selvstændig hærfører ved Knoxville i Tennessee resulterede i et pinligt nederlag for Sydstaterne. Hans mest kontroversielle indsats var i Slaget ved Gettysburg, hvor han var uenig med general Lee om den taktik, som skulle anvendes, og kun modstræbende accepterede det katastrofale infanteriangreb, som kaldes Picketts angreb (Pickett’s Charge).
Han havde en succesfuld karriere efter krigen, hvor han arbejdede for USA’s regering som diplomat, embedsmand og administrator. Hans skifte til det Republikanske Parti og hans samarbejde med sin gamle ven præsident Ulysses S. Grant samt de kritiske bemærkninger, som han skrev i sine erindringer om general Lees indsats i krigen, betød, at han blev bandlyst af mange af sine tidligere kolleger i sydstatshæren. Skribenter fra Lost Cause-bevægelsen fokuserede på Longstreets handlinger ved Gettysburg som den primære årsag til, at Sydstaterne tabte krigen. Hans rygte var ødelagt i Sydstaterne i over 100 år og er først for nylig ved at undergå en revurdering.

## Tidlige år og karriere
Longstreet blev født i Edgefield County i South Carolina. Han var det femte barn og den tredje søn af James og Mary Ann Dent Longstreet, som stammede fra henholdsvis New Jersey og Maryland, og ejede en bomuldsplantage nær ved, hvor landsbyen Gainesville ville blive grundlagt i det nordøstlige Georgia. James’ forfader Dirck Stoffels Langestraet emigrerede til den hollandske koloni New Netherland i 1657, men med tiden blev efternavnet angliseret. James' far var imponeret af sin søns klippefaste karakter på den landlige plantage og gav ham tilnavnet Peter, og gennem resten af sit liv var han kendt som Pete eller Old Pete.
James’ far besluttede, at en militær karriere var det rigtige for sønnen, men mente ikke at de lokale uddannelsesinstitutioner var gode nok. Da han var 9 år gammel, blev James sendt af sted for at bo ved sin tante og onkel i Augusta i Georgia. Hans onkel, Augustus Baldwin Longstreet, var avisredaktør, underviser og metodistpræst. James tilbragte 8 år på sin onkels plantage, Westover, mens han gik på Richmond County Academy. Hans far døde under en koleraepidemi under et besøg i Augusta i 1833. Selv om James’ mor og resten af familien herefter flyttede til Somerville i Alabama, blev James hos sin onkel Augustus.
I 1837 forsøgte Augustus at få James indskrevet på West Point, men kongresdistriktets plads var allerede optaget, så James blev først udpeget i 1838 af familiemedlemmet Reuben Chapman, som var valgt i Alabama i det område, hvor Mary Longstreet boede. James var ikke nogen dygtig student, hverken akademisk eller hvad angik opførsel, og fik sin eksamen som nr. 54 af 56 i 1842. Han var populær blandt sine klassekammerater og blev venner med en række mænd, som blev kendte under borgerkrigen, såsom George Henry Thomas, William S. Rosecrans, John Pope, D.H. Hill, Lafayette McLaws, George E. Pickett, John Bell Hood samt sin nærmeste ven Ulysses S. Grant fra 1843 årgangen. Longstreet blev udnævnt til midlertidig sekondløjtnant i 4th U.S. Infantry Regiment.
Longstreet tilbragte sine første to tjenesteår i Jefferson Barracks i Missouri, hvor han snart fik følgeskab af sin ven, løjtnant Grant. Longstreet præsenterede Grant for sin slægtning, Julia Dent, og de to endte med at blive gift. Kort tid efter mødte Longstreet Maria Louisa Garland (kaldet Louise). Hun var datter af Longstreets regimentschef, oberstløjtnant John Garland. De blev gift i marts 1848 efter afslutningen på den Mexicansk-amerikanske krig. Selv om deres ægteskab varede i over 40 år og resulterede i 10 børn, omtalte Longstreet ikke Louise i sine erindringer, og de fleste anekdoter om deres forhold har historikerne fået fra det, hans anden kone har skrevet.

## Mexicansk-amerikanske krig
Longstreet udmærkede sig i den Mexicansk-amerikanske krig med 8th U.S. Infantry Regiment. Han fik midlertidige forfremmelser til kaptajn for Slaget ved Contreras og Slaget ved Churubusco og til major for Slaget ved Molino del Rey. I Slaget ved Chapultepec den 12. september 1847 blev han såret i låret, mens han angreb op ad bakken med regimentsfanen i hånden. Da han faldt, rakte han flaget videre til sin ven løjtnant George E. Pickett, som nåede op på toppen med det.
Efter at krigen var slut, og hans sår fra Chapultepec var helet, gjorde den nygifte Longstreet tjeneste i grænseområderne af Texas, primært på Fort Bliss. Han udførte spejderopgaver og gjorde tjeneste som major og regnskabsfører i 8th Infantry Regiment fra juli 1858.
Longstreet var ikke begejstret for ideen om Sydstaternes udtræden af Unionen, men han havde lært doktrinen om staternes rettigheder af sin onkel og set, hvor meget han gik op i den. Selv om han var født i South Carolina og opvokset i Georgia, tilbød han sin tjeneste til Alabama, staten som havde udpeget ham til West Point, og dér hvor hans mor stadig boede. Desuden var han den højest rangerende West Point-kandidat fra denne stat, hvilket indebar, at han ville få en tilsvarende høj rang. Han trådte ud af unionshæren i juni 1861 og trådte ind i borgerkrigen på Sydstaternes side.

## Borgerkrigen

### Første slag ved Bull Run og Peninsula-kampagnen
Longstreet ankom til Richmond, Virginia med en udnævnelse til oberstløjtnant i Sydstaternes hær. Han mødtes med præsident Jefferson Davis i dennes tjenestebolig den 22. juni 1861, hvor han fik at vide, at han var blevet udpeget til brigadegeneral med rang fra den 17. juni, en post han accepterede den 25. juni. Han fik besked på at melde sig hos brigadegeneral P.G.T. Beauregard i Manassas i Virginia, hvor han fik tildelt kommandoen over en brigade bestående af 3 regimenter fra Virginia.
Longstreet samlede sin stab og trænede brigaden uophørligt. Den kom første gang i kamp i Slaget ved Blackburn's Ford den 18. juli, hvor den modstod en større rekognosceringsenhed fra unionshæren som forløber for det Første slag ved Bull Run. Da angrebet blev sat ind i den modsatte ende af linjen den 21. juli, spillede brigaden en forholdsvis lille rolle under slaget, bortset fra at den måtte udholde artilleribeskydning i 9 timer. Longstreet var rasende over, at hans overordnede ikke ville tillade en energisk forfølgelse af den slagne unionshær. Hans betroede stabsofficer Moxley Sorrel nedskrev, at han var ”meget rasende. Han kastede sin hat til jorden, stampede, og bitre ord undslap ham”. Han citerede Longstreet for at sige: ”Retræte! For helvede da, unionshæren er knust”. Longstreet blev forfremmet til generalmajor den 7. oktober og overtog kommandoen over en division i Sydstaternes Army of the Potomac – fire infanteribrigader og Hamptons Legion.
En stor ulykke ramte Longstreets familie i januar 1862. En epidemi af skarlagensfeber tog livet af hans 1-årige datter Mary Anne, hans 4-årige søn James og hans 6-årige søn Augustus i løbet af en uge. Hans 13-årige søn Garland var tæt på også at bukke under. Tabene var ødelæggende for Longstreet, og han blev fjern, både personligt og socialt. I 1861 var hans hovedkvarter kendt for fester, druk og pokerspil. Da han kom tilbage fra begravelsen, blev det sociale liv i hovedkvarteret mere dystert. Han drak sjældent og blev et fromt medlem af den episkopale kirke.
Longstreet opnåede blandede resultater i Peninsula kampagnen det forår. Han klarede sig godt som leder af bagtroppen i Slaget ved Yorktown og Slaget ved Williamsburg, hvor han forsinkede unionshæren under generalmajor George B. McClellan i dens fremrykning mod Richmond. I Slaget ved Seven Pines førte han sine mænd i den forkerte retning ad den forkerte vej, hvilket afstedkom trængsel og forvirring med andre enheder og betød en svækkelse af det massive modangreb mod McClellan. I sin rapport beskyldte han, ganske urimeligt, general Benjamin Huger for fejltagelsen. General Joseph E. Johnston blev såret under slaget og blev dagen efter erstattet som chef for Army of Northern Virginia af general Robert E. Lee.
Under Syv dages slaget, som fulgte i slutningen af juni, havde Longstreet den operative kontrol over næsten halvdelen af Lee’s hær – 15 brigader, da den pressede McClellan tilbage ned gennem halvøen. Longstreet agerede aggressivt og dygtigt på sin nye, tungere post, især i Slaget ved Gaines' Mill og Slaget ved Glendale. Lees hær i almindelighed led under dårlige præstationer af Longstreets ligemænd, især (og ganske usædvanligt) Thomas J. "Stonewall" Jackson, og formåede ikke at ødelægge unionshæren. Moxley Sorrel skrev om Longstreet's sikkerhed og ro under kamp: "Han var som en klippe i kamp, når hele verden nogle gange syntes at springe i luften." General Lee sagde: "Longstreet var staven i min højre hånd." Han havde fået positionen som Lees væsentligste underordnede.

### Andet slag ved Bull Run, Maryland, og Fredericksburg
Lees korpschefer karakteriseres ofte således, at Stonewall Jackson var den mere dristige, offensive i Lees hær, mens Longstreet stod for en mere defensiv strategi og taktik. Jackson er blevet betegnet som hærens hammer, mens Longstreet var dens ambolt. I Northern Virginia kampagnen i august 1862 var dette ikke tilfældet. Longstreet havde kommandoen over den højre fløj, (som senere blev omdøbt til First Corps), og Jackson havde kommandoen over venstre fløj. Jackson startede kampagnen med en fejende manøvre rundt om flanken, som placerede hans korps bag generalmajor John Pope’s Army of Virginia, men derefter indtog han en defensiv position og bad reelt Pope om at angribe sig. Den 28. og 29. august i begyndelsen af det Andet slag ved Bull Run, bankede Pope løs på Jackson, mens Longstreet og resten af hæren endnu var på vej til slagmarken. Efter krigen blev Longstreet kritiseret for at have flyttet sin hær for langsomt, således at Jackson måtte tage det værste stød i to dage, men den tilbagelagde ca. 50 km på godt 24 timer, og general Lee forsøgte ikke at få sin hær samlet hurtigere.
Da Longstreets mænd ankom omkring middag den 29. august, beordrede Lee et angreb mod Unionshærens flanke, mens den var optaget af Jackson. Longstreet forhalede angrebet hele eftermiddagen, idet han ville have tid til selv at gennemføre en rekognoscering, hvilket tvang en frustreret Lee til at gentage sin ordre to gange. Klokken 18.30 rykkede brigadegeneral John Bell Hood’s division frem mod tropper fra Unionens V corps, men Longstreet trak dem tilbage kl. 20.30. Igen blev Longstreet kritiseret for sin indsats, og efterkrigstidens advokater for Lost Cause hævdede, at hans langsommelighed, utilbøjelighed til at angribe og manglende lydighed overfor general Lee var et varsel om hans kontroversielle indsats i Slaget ved Gettysburg. Lee’s levnedsbeskriver, Douglas Southall Freeman, skrev: "Sæden til en stor del af katastrofen ved Gettysburg blev sået i dette øjeblik – da Lee gav efter for Longstreet, og Longstreet opdagede det."
Trods denne kritik var træfningen den følgende dag, 30. august, en af Longstreets fineste præstationer under krigen. Pope troede Jackson var ved at begynde at trække sig tilbage, og Longstreet udnyttede dette til at igangsætte et storangreb med over 25.000 mand på Unionshærens venstre flanke. I mere end fire timer hamrede de som en kæmpehammer med Longstreet som den der styrede artilleriilden og sendte brigader ind i kampen. Longstreet og Lee var sammen under angrebet, og begge kom under beskydning fra Unionens artilleri. Selv om Unionshæren forsvarede sig voldsomt blev den tvunget til at trække sig tilbage på en måde, som lignede det pinlige nederlag ved Første slag ved Bull Run, som blev udkæmpet på nogenlunde samme sted. Longstreet gav al rosen for sejren til Lee, og beskrev kampagnen som ”begavet og strålende”. Den skabte en strategisk model, som han mente var ideel – brugen af defensiv taktik indenfor en offensiv strategi.
Longstreets ry som defensiv general blev fastslået med hans indsats i de to sidste store slag i 1862. Under Marylandkampagnen i september ved Slaget ved Antietam holdt Longstreet Sydstatshærens defensive linje mod Unionsstyrker som var dobbelt så store (Han koordinerede sit forsvar på slagmarken, mens han var iført tøfler, og red på en damesaddel fordi hans støvler havde gnavet hul i hælen). Ved slutningen af den blodigste dag i borgerkrigen hilste Lee på sin underordnede ved at sige: ”Ah, her er Longstreet, her er min gamle stridshest!”. Den 9. oktober nogle få uger efter Antietam blev Longstreet forfremmet til generalløjtnant. Lee sørgede for at Longstreets forfremmelse blev dateret en dag før Jacksons, således at den gamle stridshest blev den højest rangerende generalløjtnant i Sydstatshæren. Da hæren blev reorganiseret i november kom Longstreets armekorps, nu kaldet Second Corps, til at bestå af 5 divisioner med i alt ca. 41.000 mand.
I december havde Longstreets armekorps en afgørende rolle i Slaget ved Fredericksburg. Longstreet opstillede sine mænd bag en stenmur på Marye’s Hights og afviste 14 angreb fra Unionshæren. Ca. 10.000 unionssoldater faldt, mens Longstreet kun mistede 500. Hans store defensive succes var dog ikke alene baseret på det fordelagtige terræn. Longstreet huskede på hvordan nedslagtningen ved Antietam var blevet forstørret af manglen på defensive stillinger, og derfor havde han beordret, at der skulle graves skyttegrave og bygges skanser, hvilket dannede skole for de fremtidige defensive slag Army of Northern Virginia udkæmpede.

### Suffolk
I det tidlige forår i 1863 foreslog Longstreet til Lee, at hans korps skulle udskilles fra Army of Northern Virginia og sendes vestpå for at forstærke Army of Tennessee, hvor general Braxton Bragg blev udfordret i det mellemste Tennessee af generalmajor William S. Rosecrans, Longstreet's værelseskammerat på West Point. Det er muligt Longstreet troede at en selvstændig kommando i Vesten gav bedre avancementsmuligheder end et korps i Lee’s skygge. Lee udskilte to divisioner fra første korps, men beordrede dem til Richmond, ikke Tennessee. Overførsel af Unionens IX. korps med flåden var en potentiel trussel mod vitale havne på Atlanterhavskysten. George Pickett tog af sted mod hovedstaden i midten af februar, derefter fulgte John Hoods division, og til sidst blev Longstreet selv beordret til at tage kommandoen over de to divisioner og militærdistrikterne i North Carolina og det sydlige Virginia.
I april belejrede Longstreet Unionsstyrkerne i byen Suffolk i Virginia. En mindre operation, men en som var vigtig for Lee’s hær, som stadig lå i det krigshærgede centrale Virginia. Det gav Sydstaterne mulighed for at indsamle store mængder forsyninger, som havde været under Unionens kontrol. Operationen betød imidlertid, at Longstreet og 15.000 mand fra First Corps ikke var tilstede under Slaget ved Chancellorsville i maj. Trods Lee’s strålende sejr ved Chancellorsville kom Longstreet igen under kritik, idet det hævdedes at han kunne have marcheret sine mænd tilbage fra Suffolk i tide til at nå med i slaget.

### Gettysburg

#### Kampagneplaner
Efter Chancellorsville og Stonewall Jacksons død mødtes Longstreet og Lee i midten af maj for at diskutere muligheder for hærens sommerkampagne. Longstreet foreslog igen, at en del af eller hele hans korps skulle sendes vestpå til Tennessee. Berettigelsen af denne handling var blevet mere oplagt end nogensinde før, da nordstaternes generalmajor Ulysses S. Grant var på vej mod den afgørende fæstning ved Mississippifloden: Vicksburg. Longstreet hævdede, at en forstærket hær under Bragg kunne besejre Rosecrans og gå i retning af Ohiofloden, hvilket ville tvinge Grant til at opgive sin belejring af Vicksburg. Lee var modstander af at dele hæren, og talte i stedet for en storstilet offensiv ind i Pennsylvania. I sine erindringer beskrev Longstreet sin reaktion på Lee’s forslag:
| Citat | Da hans plan eller ønsker var bekendtgjort, var det nytteløst og forkert at foreslå noget som pegede i en anden retning. Alt, hvad jeg kunne bede om, var, at kampagnen skulle gennemføres efter en defensiv taktik, og at vi skulle arbejde med på en sådan måde, at fjenden blev tvunget til at angribe os i lige så gode positioner, som vi kunne finde i vort eget land, lige så velegnede til formålet – hvilket kunne sikre os en stor triumf. Det gik han straks ind på som en vigtig og betydningsfuld tilføjelse til sin generelle plan. | Citat |
|       | |       |

Dette blev skrevet mange år efter kampagnen og er påvirket af bagklogskab, både med hensyn til resultatet af kampen og kritikken efter krigen fra Lost Cause skribenterne. I breve som Longstreet skrev på den tid er der ingen henvisning til en sådan aftale med Lee. I april 1868 sagde Lee at han aldrig havde givet et sådant løfte, og aldrig havde tænkt sig at gøre noget sådant. I sin rapport efter slaget skrev Lee dog: Det var ikke tanken at udkæmpe et stort slag på en sådan afstand fra vor base, med mindre vi blev angrebet af fjenden.
Army of Northern Virginia blev reorganiseret efter Stonewall Jacksons død. To divisionschefer, Richard S. Ewell og A.P. Hill, blev forfremmet til generalløjtnanter og givet kommandoen over Second og Third Corps. Longstreet’s First Corps afgav divisionen under generalmajor Richard H. Anderson ved reorganiseringen, mens han beholdt divisionerne under Lafayette McLaws, George E. Pickett og John Bell Hood.
I begyndelsen af kampagnen fulgte Longstreets korps efter Ewells gennem Shenandoah-dalen. En spion, som han havde hyret, Henry Thomas Harrison hjalp til ved at advare Sydstatshæren om, at Unionshæren Army of the Potomac rykkede hurtigere frem for at møde dem, end de havde ventet, hvilket fik Lee til at beordre en øjeblikkelig samling af hæren nær Gettysburg i Pennsylvania.

#### Slaget ved Gettysburg
Longstreet’s handlinger i Slaget ved Gettysburg blev kernen i den kontrovers, som han har været centrum i gennem mere end et århundrede. Han ankom til slagmarken sent på eftermiddagen den første dag, 1. juli 1863. På det tidspunkt havde Ewell og Hill drevet to korps fra Unionshæren tilbage gennem byen til defensive positioner på Cemetery Hill. Det havde ikke været Lee’s mening at kæmpe, før hans hær var samlet, men tilfældigheder og tvivlsomme beslutninger af A.P. Hill satte slaget i gang, og den første dag var en imponerende sejr for Sydstaterne. Da han mødtes med Lee var Longstreet bekymret over, hvor stærk Unionens forsvarsstilling var, og han talte for, at man skulle prøve at omgå fjendens venstre flanke for at sikre god grund mellem ham og hans hovedstad, hvilket formentlig ville tvinge Unionshærens øverstbefalende generalmajor George G. Meade til at angribe Sydstaternes defensive positioner. I stedet udbrød Lee: Hvis fjenden er her i morgen, må vi angribe ham.
Lees plan for den 2. juli gik ud på, at Longstreet skulle angribe Unionshærens venstre, sydlige flanke, hvilket ville blive fulgt op med et angreb fra Hill på Cemetery Ridge nær centrum, mens Ewell lavede skinangreb på Unionens højre fløj mod nordøst. Longstreet kom sent i gang, fordi han måtte vente på, at nogle af hans brigader skulle nå frem, og derefter blev han tvunget til at tage en lang omvej på vej til fjendens stillinger. Kritikere efter krigen hævdede, at han havde fået ordre af Lee til at angribe tidligt om morgenen, og at hans forsinkelse var en væsentlig grund til at slaget blev tabt. Imidlertid accepterede Lee forsinkelsen på grund af de ankommende tropper og udstedte ikke den formelle angrebsordre før kl. 11. Historikere er dog enige om, at Longstreet ikke aggressivt fulgte Lees ordre.Da angrebet begyndte omkring kl. 16 indsatte Longstreet McLaws og Hoods divisioner (Pickett's division var endnu ikke ankommet) på en kompetent måde mod kraftig modstand fra Unionen, men angrebet var ikke nogen succes og afstedkom betydelige tab.
Den 3. juli beordrede Lee Longstreet til at koordinere et massivt angreb mod centrum i Unionens linje under anvendelse af George Picketts division og brigader fra A.P. Hill's korps. Longstreet udviste stor tøven med at udføre denne ordre, som han anså for at være uden chance for succes. Han hævder at have sagt til Lee:
| Citat | General, jeg har været soldat i hele mit liv. Jeg har været med soldater som kæmpede i par, i delinger, kompagnier, regimenter, divisioner og hære, og burde vide, så vel som nogen, hvad soldater er i stand til. Det er min mening, at 15.000 mænd hvem de så end er, aldrig vil kunne erobre den stilling. . | Citat |
|       | |       |

Under det forberedende artilleribombardement før infanteriets angreb prøvede Longstreet at overføre ansvaret for at sende Pickett's division af sted til artillerichefen oberst Edward Porter Alexander, og da tiden kom til at beordre Pickett fremad, kunne Longstreet kun nikke bekræftende og ikke give ordren med ord. Angrebet, som er kendt som Picketts angreb (Pickett's Charge) led de store tab Longstreet havde ventet. Det var det afgørende punkt i Sydstaternes nederlag ved Gettysburg, og Lee beordrede retræte tilbage til Virginia den næste dag.
Kritikken af Longstreet efter krigen var ikke alene baseret på formodninger om hans ledelse af slaget ved Gettysburg, men også voldsomme bemærkninger, som han kom med om Robert E. Lee og hans strategier såsom:
| Citat | At han [Lee] var ophidset og ude af balance, var tydeligt om eftermiddagen den 1., og han var trykket af dette, indtil tilstrækkeligt meget blod var udgydt til at tilfredsstille ham. | Citat |
|       | |       |

### Tennessee
I midten af august 1863 genoptog Longstreet forsøget på at blive overført til det vestlige operationsområde. Han skrev et privat brev til krigsministeren James Seddon, hvor han bad om at blive overført til sin gamle ven general Joseph E. Johnston. Han fulgte dette op med samtaler med sin allierede i kongressen, Senator Louis Wigfall, som længe havde betragtet Longstreet som en passende erstatning for Braxton Bragg. Da Bragg's hær var under stigende pres fra Rosecrans udenfor Chattanooga accepterede Lee og Præsident Jefferson Davis anmodningen den 5. september. I en af de største logistiske operationer Sydstaterne gennemførte, blev Longstreet sammen med McLaws og Hoods divisioner, en brigade fra George Pickett’s division og Porter Alexanders 26 kanoners artilleribataljon fragtet over 16 jernbaner på en 1.250 km rejse gennem Carolinaerne for at nå Bragg i det nordlige Georgia. Hele operationen tog over 3 uger, men Longstreet og de første enheder ankom den 17. september.
Veteranerne fra First Corps ankom i de indledende faser af Slaget ved Chickamauga. Bragg gav Longstreet kommandoen over venstre fløj i hans hær og generalløjtnant Leonidas Polk kommandoen over den højre. Den 20. september 1863 organiserede Longstreet et angreb bestående af 8 brigader i en dyb kolonne mod en smal front. Ved et tilfælde fik en misforstået ordre fra general Rosecrans et hul til at opstå i Unionens linje og det udnyttede Longstreet. Angrebsformationen var afstemt efter terrænet og ville under alle omstændigheder have haft en voldsom effekt på Unionens linje. Unionens højre fløj brød sammen og Bragg’s hær kom tæt på at udslette fjenden. Da Rosecrans og en række af hans andre enheder trak sig tilbage mod Chattanooga var det kun generalmajor George H. Thomas som forhindrede et fuldstændigt sammenbrud. Bragg undlod at forfølge de slagne Unionsenheder aggressivt, men alligevel var Chickamauga den største sejr som Sydstaterne opnåede i det vestlige operationsområde og Longstreet fortjente en stor del af æren.
Longstreet fik snart sine sammenstød med den upopulære Bragg og blev leder af en gruppe højtstående officerer som konspirerede om at få ham fjernet. Braggs underordnede havde længe været utilfredse med hans lederskab og frastødende personlighed. Ankomsten af Longstreet, den højstrangerende generalløjtnant i hæren viste sig at være den katalysator som skulle til for at få gang i sagerne. Longstreet skrev til Seddon: ”Jeg er overbevist om, at intet andet end Guds hånd kan frelse os eller hjælpe os, så længe vi har den nuværende anfører”. Situationen blev så alvorlig, at præsident Davis selv måtte gribe ind. Det der fulgte var en af de mest bizarre scener i krigen, hvor Bragg rød i hovedet stod overfor en række underordnede som fordømte ham på stribe. Longstreet udtalte, at Bragg ikke var kompetent til at lede en hær eller sende folk i kamp”, og at han ”ikke havde forstand på sagerne”. Davis holdt med Bragg og gjorde ikke noget for at løse konflikten.
Bragg beholdt sin position og gjorde gengæld mod Longstreet ved kun at lade ham lede de enheder han havde medbragt fra Virginia. Efter at have deltaget i nogle mindre slag som gik forud for Slaget ved Chattanooga blev Longstreet og hans mænd sendt af sted til det østlige Tennessee for at imødegå en trussel fra generalmajor Ambrose Burnside. Longstreet blev udvalgt til denne opgave dels på grund af fjendskabet fra Bragg’s side, dels fordi krigsministeriet havde planer om, at Longstreet’s mænd skulle vende tilbage til Lee’s hær, og denne bevægelse var i den rigtige retning.
Longstreet fik kritik for den langsomme fremrykning mod Knoxville i november, og nogle af hans tropper begyndte at kalde ham Slow Peter. Burnside undgik ham i slaget ved Campbell’s Station og faldt tilbage til befæstninger omkring byen, som Longstreet belejrede uden held. Slaget ved Fort Sanders førte ikke til et gennembrud for Sydstatshæren. Da Bragg blev besejret af Grant ved Chattanooga den 25. november blev Longstreet beordret til at slutte sig til Army of Tennessee i det nordlige Georgia. Han tøvede og begyndte at bevæge sig tilbage mod Virginia og blev snart forfulgt af generalmajor William T. Sherman i starten af december.
Hærene gik i vinterkvarter og First Corps vendte tilbage til Army of Northern Virginia om foråret. Den eneste reelle virkning af denne kampagne var at fjerne tropper fra Bragg, som han havde hårdt brug for i Chattanooga. Longstreets anden uafhængige kampagne (efter Suffolk) var slået fejl, og hans selvtillid tog skade. Han reagerede ved at skyde skylden på andre, som han havde gjort det ved Seven Pines. Han fratog Lafayette McLaws kommandoen og anmodede om, at brigadegeneralerne Jerome B. Robertson og Evander M. Law blev stillet for en krigsret. Han sendte også en afskedsansøgning til generaladjudanten general Samuel Cooper den 30. december, men den blev afslået.
Mens hans hær led gennem en alvorlig vinter i det østlige Tennessee med utilstrækkelig ly og forsyninger, begyndte Longstreet igen at udvikle strategiske planer. Han lagde op til en offensiv gennem Tennessee ind i Kentucky under hvilken hans hær blev forstærket med P.G.T. Beauregard og 20.000 mand. Selv om general Lee var enig, kunne han ikke overbevise præsident Davis eller hans nyudnævnte militærrådgiver Braxton Bragg

### Wilderness til Appomattox
Da han hørte at hans gamle ven Ulysses S. Grant havde fået kommandoen over alle Unionens hære sagde han til sine officerskolleger at: han vil kæmpe mod os hver dag og hver time til krigen er slut Longstreet hjalp med at redde Sydstatshæren fra nederlag i sit første slag tilbage hos Lee: Slaget ved the Wilderness i maj 1864, hvor han igangsatte et kraftigt angreb i flanken langs Orange Plank Road mod Unionens II. Corps og pressede det næsten af slagmarken. Igen udviklede han en ny taktik til at håndtere vanskeligt terræn. Han beordrede 6 brigader til at gå frem med en stærk linje i spredt orden, hvilket tillod hans mænd at afgive en kontinuerlig ild mod fjenden, samtidig med at de selv var flygtige mål. Wilderness-historikeren Edward Steere tilskrev meget af hærens succes til ”Longstreet’s taktiske genialitet som mere end opvejede uligevægten i den numeriske styrke."
Longstreet blev såret under angrebet – skudt ved et uheld af sine egne mænd blot seks km fra det sted, hvor Jackson led den samme skæbne året før. En kugle gik gennem hans skulder, overrev nerver og lavede en flænge i halsen. Fremdriften i angrebet forsvandt uden Longstreets aktive lederskab, og general Lee udskød yderligere bevægelser, indtil enhederne kunne bringes på linje igen. Det gav Unionsforsvarerne tilstrækkelig tid til at reorganisere sig, og det efterfølgende angreb fejlede. E.P. Alexander kaldte fjernelsen af Longstreet for det kritiske punkt i slaget. ”Jeg har altid ment at hvis det ikke havde været for Longstreets fald, ville panikken, som var på vej i Hancock's [II] Corps være vokset og have medført at Grant havde været tvunget til at trække sig tilbage over Rapidanfloden."
Longstreet deltog ikke i resten af forårs- og sommerkampagnen i 1864, hvor Lee stærkt savnede hans evne til at håndtere hæren. Han blev behandlet i Lynchburg i Virginia og kom til kræfter i sin fødestat Georgia. Han vendte tilbage til Lee i oktober 1864 med højre arm lammet og i en slynge, og ude af stand til at ride. I resten af belejringen af Petersburg kommanderede han forsvarsstillingerne foran Richmond, herunder alle styrker nord for James River og Picketts styrke ved Bermuda Hundred. Han trak sig tilbage med Lee i Appomattox kampagnen, hvor han kommanderede både First og Third Corps, efter at A.P. Hill døde den 2. april. Da Lee overvejede overgivelse sagde Longstreet at han var overbevist om, at Grant ville behandle dem fair, men da Lee red mod Appomattox Court House den 9. april 1865, sagde Longstreet: "General, hvis han ikke giver os gode betingelser, så kom tilbage og lad os kæmpe om det."

## Efter krigen
Efter krigen slog Longstreet og hans familie sig ned i New Orleans, et sted som var populært blandt en række tidligere sydstatsgeneraler. Han gik ind i en bomuldsmæglerpartnerskab der, og blev også præsident for det nyligt oprettede Great Southern and Western Fire, Marine and Accident Insurance Company. Han prøvede aktivt at blive direktør i Mobile and Ohio Railroad men det lykkedes ikke. Det lykkedes ham heller ikke at finde investorer til en foreslået jernbane fra New Orleans til Monterrey i Mexico. (I 1870 blev han direktør for det nystiftede New Orleans and Northeastern Railroad.) Han ansøgte om benådning fra præsident Andrew Johnson, med anbefaling fra sin gamle ven Ulysses S. Grant, men det afviste Johnson, som ved et møde sagde: ”Der er tre personer i Syden som aldrig får amnesti: Mr. Davis, General Lee og Dem selv. De har givet Unionen anledning til for megen besvær." Kongressen gav ham hans borgerlige rettigheder tilbage i juni 1868.
Longstreet var den eneste højtstående sydstatsofficer som blev en ’’scalawag’’ (slubbert) og blev Republikaner under Rekonstruktionen. Han anbefalede Grant som præsident i 1868 og deltog i indsættelsesceremonierne. Seks dage senere fik han en udnævnelse som kontrollør over toldvæsenet i New Orleans. Gennem disse handlinger mistede han sympati hos mange sydstatsfolk. Hans gamle ven Harvey Hill skrev til en avis: Vores scalawag er den lokale spedalske i samfundet. I modsætning til en carpetbagger nordfra, skrev Hill, er Longstreet en indfødt, hvilket gør det så meget værre. Den Republikanske guvernør i Louisiana udnævnte Longstreet til generaladjudant for statens milits og i 1872 blev han generalmajor med kommandoen over alle milits- og statspolitistyrker i New Orleans. Under optøjer i 1874 i protest mod uregelmæssigheder ved valget red Longstreet frem for at møde de protesterende, men blev trukket ned af sin hest, ramt af en rikochetterende kugle og taget til fange. Føderale tropper måtte tilkaldes for at genoprette roen. Longstreets brug af sorte tropper under urolighederne forøgede fordømmelserne fra hans sydlige landsmænd.
I 1875 forlod Longstreet-familien New Orleans på grund af bekymringer vedrørende sundhed og sikkerhed, og vendte tilbage til Gainesville i Georgia. På dette tidspunkt havde Louise født ti børn, hvoraf de fem overlevede til de blev voksne. Han ansøgte om forskellige jobs under Rutherford B. Hayes's administration og blev kortvarigt overvejet som Marineminister. Han gjorde i kort tid tjeneste som viceskattefoged og postmester i Gainesville. I 1880 udpegede Hayes Longstreet som ambassadør i Tyrkiet ved den osmanniske sultans hof, og senere gjorde han tjeneste som statslig jernbaneinspektør under præsidenterne William McKinley og Theodore Roosevelt.
I 1877 på en af sine hyppige ture tilbage til New Orleans i forretningsøjemed konverterede Longstreet til katolicismen, og var en from troende til sin død. Han gjorde tjeneste som en U.S. marshal fra 1881 til 1884, men da der kom en præsident fra Demokraterne sluttede hans politiske karriere, og han gik halvvejs på pension på en farm med 27 hektar land nær Gainesville, hvor han opdrættede kalkuner og plantede frugttræer og vingårde på terrasseret grund, som hans naboer for sjov kaldte ”Gettysburg”. En ødelæggende brand den 9. april 1889 (på 24-årsdagen for Lee’s overgivelse ved Appomattox) ødelagde hans hus og mange af hans personlige effekter, herunder hans personlige souvenirs og dokumenter fra borgerkrigen. Samme december døde Louise Longstreet. Han giftede sig igen i 1897 ved en ceremoni i guvernørens bolig i Atlanta med Helen Dortch som var 34 år gammel. Selv om Longstreets børn ikke var glade for ægteskabet, blev Helen en trofast hustru og en ivrig fortaler for hans eftermæle efter hans død. Hun overlevede ham i 58 år og døde i 1962.
Efter Louises død, og efter at have fået kritik af sin krigsindsats fra andre sydstatsfolk i årtier, tilbageviste Longstreet de fleste af deres argumenter i sine erindringer, der fik titlen From Manassas to Appomattox, et værk det tog ham fem år at skrive, og som blev udgivet i 1896. Han overlevede de fleste af sine kritikere og døde af lungebetændelse i Gainesville, hvor han ligger begravet på Alta Vista-kirkegården. Han var en af ganske få generalløjtnanter fra borgerkrigen som overlevede til begyndelsen af det 20. århundrede.

## Eftermæle
På grund af kritikken fra skribenterne i Lost Cause bevægelsen blev Longstreets karriere nedgjort i mange år efter hans død. Det begyndte formelt den 19. januar 1872 på årsdagen for Robert E. Lee’s fødsel og mindre end to år efter hans død. I en tale på Washington Collage rensede Jubal A. Early Lee for fejltagelser ved Gettysburg og beskyldte Longstreet for at have angrebet for sent på 2. dagen og være ansvarlig for fiaskoen på 3. dagen. Året efter hævdede Lee’s artillerichef William N. Pendleton på samme sted, at Longstreet nægtede at følge en direkte ordre om at angribe ved solopgang den 2. juli. Longstreet undlod at imødegå disse beskyldninger offentligt indtil 1875, og denne forsinkelse viste sig at være ødelæggende for hans rygte. I det 20. århundrede fastholdt Douglas Southall Freeman's biografi over Lee kritikken af Longstreet som den fremherskende i blandt forskere. Clifford Dowdey, en avismand og romanforfatter fra Virginia, blev bemærket for sin alvorlige kritik af Longstreet i 1950erne og 1960erne.
Efter Longstreet’s død udgav Helen Longstreet privat bogen Lee and Longstreet at High Tide som forsvar for ham, hvori hun skrev: "Syden blev oprørsk lært at tro, at Unionens sejr alene skyldtes det heldige udfald af general Longstreets skyldpådragende ulydighed."
Udgivelsen af Michael Shaara's roman The Killer Angels i 1974, som delvis baserer sig på Longstreet's erindringer, foruden filmen Gettysburg fra 1993, har været med til at genskabe Longstreets rygte som general og dramatisk hæve hans synlighed i offentligheden.
Longstreet Bridge, en del af U.S. Route 129 nær Gainesville, Georgia, krydser Chattahoochie floden (som senere blev opdæmmet for at skabe Lake Sidney Lanier in Georgia) og blev opkaldt efter General Longstreet.
Longstreet Road er en større øst-vestgående vej i Fort Bragg, North Carolina.
I 1998 blev et af de seneste monumenter rejst i Gettysburg National Military Park som en forsinket hyldest til Longstreet. Det er en rytterstatue udført af billedhuggeren Gary Casteel. Han ses ridende på en uforholdsmæssig lille udgave af hans foretrukne hest, Hero, i niveau med terrænet i en lille lund i Pitzer Woods. Det er i modsætning til de fleste generaler som står på en stor sokkel med udsigt til slagmarken – hvilket indikerer den fortsatte kontrovers om ham.

## Fodnoter
1. ↑  Wert, p. 405.
2. ↑  I sine memoirer skrev Longstreet, p. 13, at "Det er svært at afgøre, om navnet kom fra Frankrig, Tyskland eller Holland."
3. ↑  efter Skt. Peter – klippen
4. ↑  Wert, pp. 19-22; Longstreet, p. 13; Dickson, p. 1213.
5. ↑  Wert, pp. 22-26; Dickson, p. 1213.
6. ↑  Longstreet, pp. 16-17; Wert, pp. 26-31; Eicher, p. 353.
7. ↑  Wert, pp. 26-31.
8. ↑  Wert, pp. 35-45; Eicher, p. 353.
9. ↑  Wert, pp. 47-51; Eicher, p. 353.
10. ↑  Dickson, p. 1213; Wert, pp. 51-53.
11. ↑  Wert, pp. 58-61. Longstreet, pp. 32-33, hævdede at han kun søgte en udnævnelse som regnskabsfører, men historikere såsom Wet tror, at dette var falsk beskedenhed, og at han søgte æren som infanteriofficer fra første dag.
12. ↑  Tagg, p. 204; Wert, pp. 62-77; Dickson, p. 1214; Longstreet, pp 37-57.
13. ↑  Wert, pp. 90-91; Eicher, p. 353.
14. ↑  Tagg, p. 205; Wert, p. 97.
15. ↑  Wert, pp. 110-25; Dickson, p. 1214.
16. ↑  Dickson, p. 1214; Tagg, p. 204; Wert, pp. 134-52.
17. ↑  Wert, p. 206.
18. ↑  Wert, p. 164.
19. ↑  Gallagher, pp. 140-57; Tagg, p. 205; Wert, pp. 166-72.
20. ↑  Wert, p. 177.
21. ↑  Dickson, p. 1214; Longstreet, pp. 180-98; Wert, p. 179.
22. ↑  Longstreet, pp. 239-78; Dickson, p. 1215; Wert, pp. 200, 205, 208.
23. ↑  Wert, pp. 215-23; Longstreet, pp. 297-321; Alexander, pp. 166-87; Dickson, p. 1215.
24. ↑  Wert, p. 228; Eicher, p. 353.
25. ↑  Tagg, p. 205; Alexander, p. 190; Wert, pp. 234-41; Longstreet, pp. 322-33.
26. ↑  Wert, pp. 242-46.
27. ↑  Longstreet, p. 331.
28. ↑  Coddington, p. 11; Wert, p. 246.
29. ↑  Coddington, p. 12; Wert, p. 248.
30. ↑  Coddington, pp. 188-90.
31. ↑  Longstreet, pp. 346-61; Coddington, pp. 360-61; Tagg, p. 206.
32. ↑  Dickson, p. 1215.
33. ↑  Wert, p. 266.
34. ↑  Coddington, pp. 359-441; Longstreet, pp. 362-84; Tagg, pp. 206-07.
35. ↑  Wert, p. 283.
36. ↑  Alexander, pp. 254-65; Longstreet, pp. 385-425; Coddington, pp. 493-534; Wert, pp. 280-97; Tagg, p. 208.
37. ↑  Longstreet, p. 384.
38. ↑  Wert, pp. 300-05.
39. ↑  Wert, pp. 308-20; Longstreet, pp. 445-79; Alexander, pp. 284-92.
40. ↑  Wert, pp. 325-28.
41. ↑  Wert, pp. 330-39; Longstreet, pp. 467-81.
42. ↑  Wert, pp. 340-59, 360-75; Longstreet, pp. 480-523.
43. ↑  Wert, pp. 369-71; Longstreet, pp. 544-46.
44. ↑  Rhea, p. 42.
45. ↑  Wert, pp. 385-87.
46. ↑  Wert, pp. 385-89; Alexander, p. 360.
47. ↑  Wert, pp. 390-403; Alexander, p. 538; Longstreet, pp. 573-631.
48. ↑  Wert, pp. 407-10, 413-14; Longstreet, p. 634.
49. ↑  Wert, pp. 413-16.
50. ↑  Eicher, p. 353; Wert, pp. 417-19.
51. ↑  Wert, pp. 418-25; Eicher, p. 353.
52. ↑  Wert, pp. 422-27.
53. ↑  Gallagher, p. 62. Gallagher citerer Freeman's beskrivelse af slutningen på kampene den 1. juli ved Gettysburg: “Slaget blev afgjort på dette tidspunkt i hovedet på Longstreet, som i sin lejr nogle få kilometer borte rugede i utilfredshed over at Lee havde afvist hans længe nærede plan om en strategisk offensiv og taktisk defensiv”. Han kaldte Longstreets indsats den 2. juli så langsom ”at der ofte spørges, hvorfor Lee ikke lod ham arrestere og anklage for lydighedsnægtelse”. Galagher bemærker, at Freeman kommer til en anden konklusion i sit senere 3-binds værk, Lee's Lieutenants: a Study in Command, hvor han skriver, at Longstreet’s indstilling var forkert, men hans instinkter var korrekte. Han skulle have adlydt ordrer, men ordren skulle ikke have været givet.
54. ↑  Gallagher, p. 207; Hartwig, p. 34; Wert, pp. 422-23.
55. ↑  New Georgia Encyclopedia
56. ↑  Hartwig, p. 2.
57. ↑  Digital Library of Georgia
58. ↑  Google map.
59. ↑  "Dedication of the James Longstreet Memorial at Gettysburg". Arkiveret fra originalen 11. marts 2007. Hentet 21. november 2007.